# Artur Woll
Artur Woll (* 30. Oktober 1923 in Duisburg; † 14. März 2020) war ein deutscher Wirtschaftswissenschaftler.

## Leben
Artur Woll, Sohn eines Duisburger Bergmanns, legte sein Abitur 1954 am Abendgymnasium in Duisburg ab. Von 1954 bis 1957 studierte er an der Universität zu Köln Wirtschaftswissenschaften, Rechtswissenschaften und Politische Wissenschaften und legte dort die Diplomprüfung für Volkswirte ab. Im Jahre 1958 wurde er an der Albert-Ludwigs-Universität Freiburg promoviert und war anschließend als Wissenschaftlicher Assistent und nach seiner Habilitation als Dozent in Freiburg im Breisgau tätig.
Zum Wintersemester 1964/65 wurde Woll auf den Lehrstuhl für Volkswirtschaftslehre an der Justus-Liebig-Universität Gießen berufen. 1972 folgte er einem Ruf auf einen ordentlichen Lehrstuhl für Volkswirtschaftslehre an die Universität Siegen, an der er zudem von 1972 bis 1980 als Gründungsrektor der Gesamthochschule Siegen tätig war. Rufe an die Universitäten Bochum und Zürich lehnte er ab.
Durch den Bundespräsidenten Karl Carstens wurde Woll 1979 in den Wissenschaftsrat berufen, 1986 war er im Auftrag der Weltbank Berater und Gastprofessor an der Zhongnan University of Economics and Law in der Volksrepublik China. Am 8. Februar 1989 wurde Woll emeritiert.
Anfang der 1990er Jahre war Woll Gründungsbeauftragter an der Universität Düsseldorf für den dortigen Studiengang Betriebswirtschaftslehre.
Bis 2013 lehrte er regelmäßig im Sommersemester das Fach Wettbewerbspolitik. Ende 2013 ging er endgültig in den Ruhestand.
Woll war Mitunterzeichner des eurokritischen Manifests Die währungspolitischen Beschlüsse von Maastricht: Eine Gefahr für Europa (1992).

## Ehrungen und Auszeichnungen
Für seine Tätigkeit als Gründungsrektor der Universität Siegen wurde er 1981 mit dem Verdienstkreuz am Bande des Verdienstordens der Bundesrepublik Deutschland ausgezeichnet. Für seine Verdienste um das Hochschulwesen und das Fach Volkswirtschaftslehre erhielt Artur Woll 1993 das Verdienstkreuz Erster Klasse des Verdienstordens der Bundesrepublik Deutschland. Am 16. März 1990 wurde er mit dem Verdienstorden des Landes Nordrhein-Westfalen ausgezeichnet.
Artur Woll war außerdem seit 1992 Ehrensenator der Universität Siegen für seine Tätigkeit als Gründungsrektor. Die Ehrendoktorwürde wurde ihm für seine volkswirtschaftlichen Forschungsarbeiten von der Universität Düsseldorf sowie für seine hervorragenden wirtschaftswissenschaftlichen Leistungen von der Universität Gießen verliehen. Ein moderner Gebäudekomplex für Existenzgründer und Forschungsgruppen an der Universität Siegen trägt seinen Namen „Artur-Woll-Haus“.
Ihm zu Ehren wird seit 2012 der Artur-Woll-Preis durch den Verein zur Förderung der Fakultät Wirtschaftswissenschaften, Wirtschaftsinformatik und Wirtschaftsrecht der Universität Siegen e. V. an die beste Absolventin bzw. den besten Absolventen eines jeden Abschlussjahrgangs (jeweils Bachelor und Diplom/Master) vergeben.
Akademische Schüler von Arthur Woll waren unter anderem Dieter Cassel, Herbert Müller, Klaus Schöler, H. Jörg Thieme, Gerald Vogl.

## Schriften (Auswahl)
- Wachstum als Ziel der Wirtschaftspolitik. J. C. B. Mohr (Paul Siebeck), Tübingen 1968, ISBN 3-16-329461-8
- als Hrsg.: Inflation. Definitionen, Ursachen, Wirkungen und Bekämpfungsmöglichkeiten. Vahlen, München 1979, ISBN 3-8006-0725-5
- Wirtschaftspolitik. 2. Auflage. Vahlen, München 1992, ISBN 3-8006-1668-8
- als Hrsg.: Wirtschaftslexikon. 10. Auflage. Oldenbourg, München 2008, ISBN 978-3-486-25492-1
- Allgemeine Volkswirtschaftlehre. 4. Auflage. München 1974.
- Volkswirtschaftslehre. 16. Auflage. Vahlen, München 2011, ISBN 3-8006-3396-5.
- mit anderen: Geldpolitik. Grundwissen der Ökonomik. Uni-TB. GmbH., Stuttgart 1975, ISBN 3-437-40028-2